# الحسن بن عيسى العباسي
الحسن بن عيسى بن المقتدر بالله جعفر بن المعتضد بن الموفق بالله طلحة بن المتوكل على الله بن المعتصم بالله بن هارون الرشيد بن محمد المهدي بن أبو جعفر المنصور العباسي الهاشمي القُرشي، وكنيته أبو محمد، (وُلِد عام 343 هـ - وتُوفيّ في شهر شعبان، 440 هـ)، هُوّ أمير من أمراء الدولة العباسية، ومحدث من رواة الحديث النبوي. عاش في أوساط القرن الثالث الهجري وأوساط القرن الرابع الهجري.

## نسبه
هُوّ: الحسن بن عيسى بن المقتدر بالله جعفر بن المعتضد بن الموفق بالله طلحة بن المتوكل على الله بن المعتصم بالله بن هارون الرشيد بن محمد المهدي بن أبو جعفر المنصور بن الإمام محمد الكامل بن علي السجاد بن عبد الله بن العباس بن عبد المطلب بن هاشم بن عبد مناف بن قصي بن كلاب بن مرة بن كعب بن لؤي بن غالب بن فهر بن مالك بن النضر جد قريش بن كنانة بن خزيمة بن مدركة بن إلياس بن مضر بن نزار بن معد بن عدنان وعدنان باتفاق النسابين من نسل النبي إسماعيل بن النبي إبراهيم.

## سيرته
هُوّ الأمير أبو محمد الحسن بن عيسى حفيد من أحفاد الخليفة العباسي المقتدر بالله جعفر ، سليل سبعة خلفاء وصحابيان وإمام وتابعي، وُلِد 343 هـ في العراق، تعلم وتأدب على يد الشاعر والمحدث أحمد بن منصور اليشكري الذي تُوفيّ عام 370 هـ ، وقد سمع الحديث النبوي منه، وسمع أيضًا مِن أبي الأزهر عبد الوهاب الكاتب.
وصفه من عاصره بالفضل والدين والخير والعِلم، ومنهم المؤرخ الخطيب البغدادي الذي حدث عنه وعاصره إذ يقُولُ عنه: «كتبنا عنه، وكان ديناً، حافظاً لأخبار الخلفاء، عارفاً بأيام الناس، فاضلاً.»
ترجم له الإمام الذهبي في كتابه سير أعلام النبلاء تحت باب الطبقة الثالثة والعشرون، ولقبه بـ الأمير حفيد المقتدر إشارةً إلى جده الخليفة.
روى وحدث عنه العديد، كان من ضمنهم وآخرهم أبو القاسم بن الحُصين. تُوفيّ الحَسَن في شهر شعبان من عام 440 هـ عن عُمر يُناهز 97 عاماً ، وأضاف الذهبي في ترجمته أنَّ من قام بتغسيله قريبه أبو الحسين بن الخليفة المهتدي بالله بن الواثق بالله بن المعتصم بالله الذي يشترك معه في جد جد جده المعتصم بالله.